# プベルロン酸
プベルロン酸（英: Puberulonic acid） またはプベルロニン酸は、分子式C
9H
4O
7で表される七員環有機化合物である。アオカビ属により産生される。

## 発見

アオカビ培地でプベルル酸と同時に得られる近縁化合物であるプベルル酸

P. aurantio-virens Biourge、P. johannioli Zaleski等の複数種のアオカビの培地からプベルル酸（英: Puberulic acid）と同時に得られることが知られている。プベルロン酸は水存在下で100 °Cに加熱すると脱炭酸によりプベルル酸となる。

## 性質
七員環構造を持つトロポノイドの一種。HeLa細胞に対して細胞障害性があることが報告されている。